# Child in Time
Child in Time — песня английской рок-группы Deep Purple, выпущенная в их четвёртом студийном альбоме Deep Purple in Rock в 1970 году. Это самый длинный трек в альбоме, длящийся более десяти минут. Текст песни в некоторой степени вдохновлён Холодной войной. Песня примечательна тем, что демонстрирует полный вокальный диапазон певца Иэна Гиллана и инструментальную джем-секцию между гитаристом Ричи Блэкмором и органистом Джоном Лордом.
В 1972 году в некоторых странах (например, Бельгии и Нидерландах) «Child in Time» была издана в виде сингла. В силу того, что эта композиция занимает более десяти минут, на синглах её пришлось разделить на две части.
В 2022 году гитарное соло из песни «Child in Time» вошло в список «75 величайших гитарных соло всех времён» по итогам голосования слушателей британской радиостанции Planet Rock.

## О композиции
При создании композиции в 1969 году участники, по собственному признанию, заимствовали мелодию из композиции «Bombay Calling» американской группы It's a Beautiful Day из одноимённого альбома (там она исполнялась на скрипках и в более быстром темпе).
В автобиографии 2002 года Иэн Гиллан ещё раз признал этот факт, а также отметил, что It’s a Beautiful Day «вернули комплимент», точно таким же образом поступив с композицией «Wring That Neck» из альбома The Book of Taliesyn (её мелодию они использовали в собственной инструментальной композиции «Don And Dewey» в альбоме Marrying Maiden).
Песня особенно примечательна выдающимся вокальным исполнением Гиллана (по признанию Блэкмора, на тот момент он и представить себе не мог, что бывают певцы, способные взять такие высокие ноты).
Гиллан написал короткий текст-аллегорию, на создание которого его вдохновила тема «холодной войны» (англ. So we created this song using the Cold War as the theme), как он сообщил в интервью 2002 года.
«Child in Time» имеет многие черты эпической композиции: большая продолжительность (хронометраж оригинальной записи песни — более 10 минут, а на концертах он бывал ещё больше), соединение разных музыкальных стилей и техник, нетривиальная структура с ярко выделенными кульминационными и переходными частями, глубокое отражение сюжета песни в её музыке и структуре. Композиция начинается с органной партии — той самой, мелодия которой была позаимствована из «Bombay Calling». Далее идёт первая вокальная партия, по ходу которой темп, тяжесть и напряжённость звучания нарастают. После ритмичного маршевого перехода начинается продолжительное многочастное гитарное соло, по ходу которого напряжённость музыки продолжает расти, чтобы достигнуть кульминации в переходе ко второй органной партии (настроение музыки возвращается ко вступлению к песне). Следующая за ней вторая вокальная партия аналогична первой, осуществляет такое же нарастание темпа и напряжённости. Далее идёт кода, которая состоит из продолжительного ускоряющегося крещендо и мощного финального аккорда.
Каждая из двух одинаковых вокальных партий в песне состоит из двух частей: куплета и вокализов. Партия вокализов, в свою очередь, состоит из трёх частей (в каждой следующей части вокалист берёт всё более высокие ноты). Гитара на протяжении всей песни (кроме коды, гитарного соло и перехода к нему) исполняет один и тот же рифф (так же, как и мелодия, позаимствованный из «Bombay Calling»), но за счёт увеличения глубины гитарного перегруза в сочетании с увеличением темпа и нарастанием напряжённости звучания всех остальных инструментов этот рифф в разные моменты придаёт музыке совершенно разное настроение.
Поднимающая темы войны, добра и зла, песня «Child in Time» рассматривается как «гимн heavy metal» и образец арт-рока.

При посредстве радиостанции «Свободная Европа» эта песня и ей подобные достигли ушей и сердец наших единомышленников за железным занавесом и, как я узнал много лет спустя, они с огромным облегчением узнали, что и здесь у них есть друзья, которые хотят мира.Оригинальный текст (англ.)Through the medium of Radio Free Europe this song and many others reached the ears and hearts of like minded people behind the 'Iron Curtain' and as I found out many years later, it was of a great comfort to them when they understood that there were some peace loving friends out there somewhere.— Иэн Гиллан

## Исполнение
Deep Purple
Ещё до выхода альбома Deep Purple in Rock эта песня регулярно исполнялась на концертах (включая Concerto for Group and Orchestra) и к моменту записи на студии IBC в ноябре 1969 года была хорошо отрепетирована. После выхода альбома «Child in Time» стала одной из самых известных и узнаваемых композиций группы.
Группа регулярно исполняла «Child in Time» на концертах в 1970—1973 годах, а также после воссоединения в 1984 году. С 1996 года песня перестала звучать на концертах, поскольку Гиллан утратил прежнюю мощь своего вокала. Последние разы «Child In Time» звучала в феврале—марте 2002 года (в частности, в Оперном театре Харькова), где вокалисту «помогала» вытягивать ноты гитарная партия (та же техника используется Deep Purple во время исполнения «Space Truckin'»). Концертные версии «Child in Time» включены в альбомы Made in Japan и Scandinavian Nights.
Кавер-версии
- После распада Deep Purple Иэн Гиллан со своей собственной группой Ian Gillan Band часто исполнял «Child in Time» на концертах. Эта композиция (в новой обработке, с явным влиянием джаза) вошла в его первый сольный студийный альбом, названный Child in Time, а также в концертный сборник Live at the Budokan Volumes I & II[англ.].
- Ричи Блэкмор с Blackmore's Night записал сокращённую версию «Child in Time» для студийного альбома The Village Lanterne, озаглавив её «Mond Tanz / Child in Time».
- Немецкий хоровой коллектив Gregorian исполнил кавер-версию «Child in Time» в своём альбоме Masters of Chant Chapter II[англ.].
- Шведский гитарист Ингви Мальмстин включил кавер-версию «Сhild In Time» в альбом Inspiration.
- Немецкая группа Bonfire записала кавер-версию «Child in Time» для своего двойного альбома Legends[14].
- Французский коллектив Air Jazz Quartet записал джазовую версию песни для трибьютного альбома Tribute to Deep Purple (1995)[15].
- Белорусская фолк-группа Стары Ольса записала версию для альбома Medieval Classic Rock.

## Участники записи
- Ричи Блэкмор — гитара
- Иэн Гиллан — вокал
- Роджер Гловер — бас-гитара
- Джон Лорд — электроорган Хаммонда
- Иэн Пейс — ударные